# 刘荷甫
刘荷甫（1910年—？），男，河南武陟人，中国政治人物，曾任民建河南省委副主委，第五、六、七届全国政协委员。